# Харпър (окръг, Оклахома)
Окръг Харпър (на английски: Harper County) е окръг в щата Оклахома, Съединени американски щати. Площта му е 2696 km², а населението – 3563 души (2000). Административен център е град Бъфало.